# Rio (альбом)
Rio — второй студийный альбом британской нью-вейв-группы Duran Duran, выпущенный 10 мая 1982 года. Именно этот альбом наряду со своим последователем Seven and the Ragged Tiger (1983) считается самым коммерчески успешным в дискографии группы: в США, Канаде и Великобритании он достиг платинового статуса. Также принято считать, что именно с этим альбомом группа получила всемирное признание.

## Об альбоме
Альбом Rio, как и его предшественник Duran Duran 1981 года, является переплетением самых разных музыкальных направлений и в этот раз более ярким и оптимистичным. С точки зрения меломанов и музыкальных критиков, Rio считается классикой поп-музыки 80-х годов.
В нём, как и на дебютной пластинке, можно услышать ещё более усилившееся влияние арт-рока, фанка (благодаря партиям бас-гитары Джона Тейлора, на которого в своё время оказала немалое влияние группа Chic) и актуального в то время синти-попа. Также стоит отметить и голос вокалиста Саймон Ле Бона — по словам самих музыкантов, он стал заметно ярче и богаче по сравнению с предыдущим альбомом.

### Написание и запись
Первые демозаписи песен для Rio были сделаны группой в августе 1981 года в студии Manchester Square в перерывах между концертами в поддержку своей одноимённой дебютной пластинки. Среди них были «New Religion», «Last Chance on the Stairway», «My Own Way» и «Like an Angel» (эти песни в итоге были включены в двухдисковое переиздание альбома в 2010 году). Продюсером второго альбома стал уже работавший прежде с группой над дебютным лонг-плеем Duran Duran — Колин Тёрстон.

##### Rio
Первой написанной песней вошедшей позднее в альбом Rio можно считать «See me, Repeat me». Эта композиция была написана и записана Duran Duran ещё в 1979 году, когда место вокалиста занимал Энди Уикетт, а Энди Тейлор ещё не пришёл в группу. По прошествии времени, уже в составе с ЛеБоном она была значительно переработана (но быстрый темп и прогрессия аккордов куплета ми мажор-ля мажор-соль мажор при этом были сохранены), текст был переписан и в итоге композиция получила название — «Rio».
Вступление для заглавной дорожки «Rio», состоящее из звука напоминающего глухой металлический гул было придумано Ником Роудсом после того как он, будучи в поисках нужного звукового эффекта в студии, провёл несколькими металлическими палками по струнам рояля. Получившийся по итогу эксперимента звук не совсем устроил клавишника, и при повторном прослушивании, уже с саунд-продюсером альбома — Колином Тёрстоном, Роудсу пришла мысль воспроизвести запись наоборот. Получившийся звук в итоге стал не только вступлением песни, но и открытием альбома Rio.
Секвенсированная партия в ключе до минор на протяжении почти всей песни была также придумана Роудсом с помощью аналогового синтезатора Roland Jupiter 4, который он уже использовал при записи первого альбома (многие ошибочно полагают, что это был Roland Jupiter-8). После того как основные эффекты были готовы, Джон и Энди Тейлоры начали подбирать аккорды к будущей песне. Бас-гитарист Джон Тейлор придумал фанковую партию с синкопированным припевом в духе своей любимой группы Chic, а приглашённый сессионный саксофонист Энди Хамилтон сыграл соло в бридже песни.

##### My Own Way
Песня «My Own Way» стала первым синглом альбома и имела быстрый танцевальный ритм в сочетании с оркестровой аранжировкой напоминающей классическое диско 1970-х годов. При записи альбома в первой половине 1982 года, песня была подвергнута значительной корректировке — текст немного изменён, темп замедлен, оркестровка исчезла, а гитара с дисторшином была выдвинута на первый план.

##### Lonely in Your Nightmare
Композиция представляет собой классический образец атмосферного арт-рока наподобие поздних Roxy Music. Несмотря на то, что песня не была выпущена синглом, на неё был снят видеоклип примерно в то-же время, что и «Rio», «Hungry Like the Wolf» и «Save a Prayer». В записи был использована безладовая бас-гитара, что придало басовой партии песни более мягкое и плавное звучание. На записи присутствуют партии электрогитары и акустики (на последней предположительно играл Саймон Ле Бон), однако на концертах она исполнялась без акустического аккомпанемента. Является одной из самых редкоисполняемых песен в репертуаре группы на концертах.

##### Hungry Like the Wolf
Песня «Hungry Like the Wolf» стала вторым синглом альбома. Это был первый сингл, который попал в чарты США, заняв в 1983 году 3-е место. Примечательно, что её гитарный рифф является переработкой риффа песни группы T.Rex — «Get it On» (позднее на эту песню группа Энди и Джона Тейлоров — The Power Station сделала кавер-версию, которая имела больший коммерческий успех нежели её оригинал, а в рамках тура 1985 года, группа исполняла «Hungry Like the Wolf» сразу-же после «Get it On»).
Эта песня стала одной из первых, в которой Роджер Тейлор начал дополнительно с акустической барабанной установкой использовать и электронные альты (Linn Drum), которые можно услышать на протяжении всей песни — в частности в конце тактов во время перехода на припев и в конце бриджа на последнем такте, на протяжении которого звучит взбивка с их использованием.

##### Hold Back the Rain
Песня примечательна тем, что звучащая партия бас-гитары в песне была прописана в две дорожки басистом Джоном Тейлором, при чём одна из них содержит ноты сыгранные слэпом. Но позднее выяснилось, что партии этих двух дорожек сыграть вживую будет физически невозможно, так как добавляя их для разнообразия поверх уже записанной основной партии, музыкант в тот момент абсолютно не задумывался над тем, как он будет их совмещать на концертах. В итоге для живых выступлений от дорожки со слэповыми нотами пришлось отказаться.

##### New Religion
Песня представляет собой переплетение музыкальных различных стилей — от фанка до арт-рока. Основная часть песни состоит из синкопированной партии бас-гитары в ключе ми минор звучащего на протяжении вступления и куплетов. По словам барабанщика группы — Роджера Тейлора, основной бит был навеян песней Дэвида Боуи — «Stay» из альбома Station to Station (1976), а эффект гитарной мелодии из пяти нот имеет отсылку к классическому звучанию гитары Девида Гилмора из Pink Floyd.
Вокал был записан в 2 дорожки, которые местами (перед вторым и третьим припевами) были наложены друг на друга при том, что текст песни в каждой из дорожек — разный. Таким образом показана борьба между эго и альтер эго в человеческом сознании, когда в нём сталкиваются две противоборствующие стороны. На живых концертах 1982 года и в рамках реюнион-тура 2003—2004, бэк-вокальную партию куплета
(«Don’t know why this evil bothers me, So why is he trying to follow me?, How many reasons do they need?, I might just believe this time») исполнял гитарист Энди Тейлор. В последующие годы — приглашённые бэк-вокалистки.

##### Save a Prayer
Последовавший после успешного по обе стороны Атлантики «Hungry Like the Wolf», был сингл «Save a Prayer», считается первой балладой в репертуаре группы. Эта песня (как и почти все в альбоме) была записана с применением синтезатора Roland Jupiter 8, который в 1982 году считался новейшим. Она стала первой, которую Саймон Ле Бон исполнял аккомпанируя себе на акустической гитаре (хотя как на студийной записи, так и на концертах, гитары Ле Бона практически не слышно из-за явного доминирования в звучании других инструментов). Во время исполнения песни в рамках туров 1982-84 годов, саксофонист Энди Хамилтон подыгрывал её (как и некоторые другие песни из альбома) на пианино.

##### The Chauffeur
Когда в 1980 году к Duran Duran присоединился Саймон Ле Бон, в его блокноте со стихами, который он вёл ещё до работы с Duran Duran был стих, который в конечном итоге превратился в песню «The Chauffeur». В первоначальной версии она звучала как акустическая и была короче финальной версии почти на 2 минуты, но затем по инициативе клавишника — Ника Роудса в неё была добавлена электроника и семплинг (ранняя демо-версия позже стала би-сайдом к синглу «Rio»). В конечном итоге «The Chauffeur» получила совсем иное звучание и стала заключительной композицией альбома. Предположительно это единственная песня в альбоме, в записи которой не участвовал гитарист Энди Тейлор.

## Список композиций
Слова и музыка всех песен — Duran Duran, если не указано иное.
| №  | Название                   | Длительность |
| -- | -------------------------- | ------------ |
| 1. | «Rio»                      | 5:39         |
| 2. | «My Own Way»               | 4:51         |
| 3. | «Lonely in Your Nightmare» | 3:52         |
| 4. | «Hungry Like the Wolf»     | 3:41         |
| 5. | «Hold Back the Rain»       | 3:57         |

| №  | Название                      | Длительность |
| -- | ----------------------------- | ------------ |
| 1. | «New Religion»                | 5:31         |
| 2. | «Last Chance on the Stairway» | 4:18         |
| 3. | «Save a Prayer»               | 5:33         |
| 4. | «The Chauffeur»               | 5:12         |

## Музыканты
Duran Duran:
- Саймон Ле Бон — тексты, вокал и бэк-вокал, акустическая гитара («Save a Prayer»), окарина («The Chauffer»)
- Ник Роудс — клавишные, семплинг, программирование
- Энди Тейлор — гитара
- Джон Тейлор — бас-гитара
- Роджер Тейлор — ударные, перкуссия («My Own Way» и «Hold Back the Rain»)

Сессионные музыканты:
- Энди Хамилтон[англ.] — саксофон («Rio»)